# بخش جلگه‌رخ
بخش جلگه‌رخ با مرکزیت رباط سنگ یکی از بخش‌های شهرستان تربت حیدریه در استان خراسان رضوی ایران است
این منطقه  زمستان های سرد و یخبندان ، بهار های خنک و تابستان معتدل است . از شهر های ان میتوان به رباط سنگ و نسر اشاره کرد 

## تقسیمات کشوری
- بخش جلگه رخ
  - دهستان پائین رخ
  - دهستان میان رخ
  - دهستان بالا رخ

شهرها: رباط سنگ، نسر

## جمعیت
بنابر سرشماری مرکز آمار ایران، جمعیت بخش جلگه رخ شهرستان تربت حیدریه در سال ۱۳۹۵ برابر با ۲۵٬۷۴۸ نفر بوده‌است.

## اماکن تاریخی، آثار باستانی و جهانگردی
- رباط شورحصار
- تپه شور حصار
- تپه سربالا
- عمارت شازدگان نسر (تخریب شده است )